# 4-я дивизия ПВО
4-я дивизия ПВО имени Героя Советского Союза генерал-лейтенанта Б. П. Кирпикова, в/ч 52116, входит в состав 1-й армии ПВО-ПРО. Штаб располагается в г. Долгопрудный.

## История
13 июня 1953 года, на основании Директивы заместителя министра обороны СССР № 1573339 формируется управление 3-го сектора учебно-тренировочной части. 1 декабря 1953 года директивой Генерального штаба 3-му сектору присваивается наименование «10-й корпус Учебно-тренировочной части — 2» с условным наименованием «Войсковая часть 52116».
15 июля 1955 года на основании приказ министра обороны СССР соединение переименовывается в «10-м корпусом противовоздушной обороны особого назначения». В том же году,
01 июня 1988 году корпус был переименован в 88-ю дивизию ПВО.
01 октября 1994 года переименована в 95-ю бригаду ПВО.
01 октября 1995 года вновь переименована в 88-ю дивизию ПВО.
01 мая 1998 года переименована в 108-ю бригаду ПВО.
1 июня (июля) 2001 года переименована в 37-ю дивизию ПВО.
В 2009 году переименована в 4-ю бригаду ПВО.
С 1 декабря 2014 года 4-я бригада ПВО переформирована в 4-ю дивизию ПВО.
1 августа 2015 года дивизия вошла в состав сформированной 1-й армии противовоздушной и противоракетной обороны (особого назначения).

## Состав
- 93-й гвардейский зенитный ракетный Краснознамённый полк — войсковая часть 51916 (д. Фуньково, Одинцовский район Московской области). С-400[4]
- 210-й зенитный ракетный ордена Красной Звезды полк — войсковая часть 51890 (д. Дубровка, Дмитровский район Московской области). С-400[5][4]
- 584-й гвардейский зенитный ракетный полк — войсковая часть 62845 (д. Марьино, Солнечногорский район Московской области).
- 612-й гвардейский зенитный ракетный Киевский трижды Краснознаменный орденов Александра Суворова и Богдана Хмельницкого полк — войсковая часть 92925 (д. Глаголево, Наро-Фоминский район Московской области).
- 25-й радиотехнический полк — войсковая часть 86655 (д. Нестерово, Рузский район Московской области).

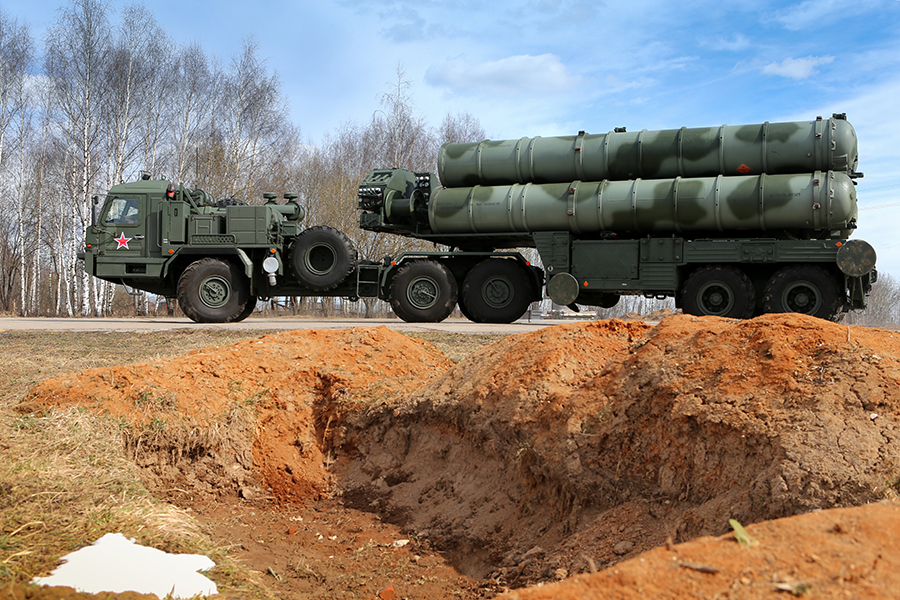
ЗРК С-400 4-й дивизии ПВО.

## Командиры
10 корпус ПВО (ОсН)
- генерал-майор Сапрыкин, Дмитрий Григорьевич (02.09.1953-23.01.1959)
- генерал-майор Дианов, Петр Викентьевич (23.01.1959-21.03.1963)
- генерал-майор Журав, Михаил Адамович (21.03.1963-22.07.1965)
- генерал-майор Кирпиков, Борис Петрович (22.07.1965-28.02.1975)
- генерал-майор Шпаков, Николай Петрович (17.03.1975-23.09.1978)
- генерал-майор Базанов, Вениамин Григорьевич (23.09.1978-14.05.1980)
- генерал-майор Захаров, Владимир Васильевич (1980—1981 г.г. -)
- генерал-лейтенант Фомин, Николай Иванович (01.02.1981-18.01.1986)
- генерал-майор Горлов, Владислав Викторович (18.01.1986-11.06.1988)

88 Дивизии ПВО
- полковник Рулевский, Юрий Георгиевич (11.06.1988-29.07.1989)
- генерал-майор Рябчун, Василий Михайлович.29.07.1989-24.06.1991)
- генерал-майор Левин, Владимир Васильевич.24.06.1991-23.06.1993)
- генерал-майор Прокопенко, Виктор Константинович.23.06.1993-20.06.1996)
- генерал-майор Анисимов, Виталий Леонидович (20.06.1996-24.12.1997)
- полковник Мелешенко, Владимир Степанович (24.12.1997-03.12.2000)

37 дивизия ПВО
- генерал-майор Майоров, Вячеслав Николаевич (03.12.2000-14.06.2005)
- генерал-майор Попов Сергей Владимирович (14.06.2005-08.06.2008)
- полковник Кульчицкий, Игорь Иосипович (08.06.2008-02.07.2010)

4 бригада ВКО
- полковник Афзалов, Виктор Мусавирович (02.07.2010-20.11.2012)
- генерал-лейтенант Грехов, Юрий Николаевич (20.11.2012

4 дивизия ПВО
- генерал-майор Варенцов, Валерий Игоревич (11.2012-07.2019)
- генерал-майор Беляцкий Дмитрий Михайлович (07.2019-07.2023)[6]
- полковник Простяков Александр Игоревич (09.2023-н.в)